# James Angus Gillan
Sir James Angus Gillan (Aberdeen, Escòcia, 11 d'octubre de 1885 – Leigh, Surrey, 23 d'abril de 1981) va ser un remer escocès que va competir a començaments del segle XX i un oficial del servei colonial.
Gillan va estudiar a l'Edinburgh Academy i el Magdalen College de la Universitat d'Oxford. El 1907 va remar amb l'equip d'Oxford en la regata Oxford-Cambridge, però es va perdre la de 1908 per una forta grip. També va ser membre de l'equip del Magdalen College de quatre sense timoner que va guanyar la Stewards' Challenge Cup i la Visitors' Challenge Cup de la Henley Royal Regatta el 1907 i 1908. Aquella tripulació fou escollida per representar el Regne Unit als Jocs Olímpics de Londres en la prova de quatre sense timoner del programa de rem. Fent equip amb John Somers-Smith, Collier Cudmore i Duncan Mackinnon guanyà la medalla d'or.
Gillan tornà a remar amb Oxford a l'Oxford-Cambridge de 1909. Aquell mateix any es va incorporar a l'administració colonial del Sudan Angloegipci, però va tornar de permís el 1911. Com a membre del Leander Club va formar part de la Grand Challenge Cup de la Henley. Un nou permís el 1912 li va permetre prendre part en els Jocs Olímpics d'Estocolm, on guanyà una nova medalla d'or en la prova de vuit amb timoner.
Gillian continuà servint al Sudan i el 1934 fou nomenat Secretari Civil. Va ser reconegut amb Orde de Sant Miquel i Sant Jordi el 1935 i Cavaller Comandant el 1939. Després de la Segona Guerra Mundial, Gillan va dirigir l'Empire Division del British Council i va tenir un paper important en l'organització dels Jocs Olímpics de 1948 a Londres. El 1949 va abandonar el servei colonial i passà a ser el representant del British Council a Austràlia fins a 1951.